# 29 mai
Pour les articles homonymes, voir Vingt-Neuf-Mai.
29 avril 29 juin
Chronologies thématiques
- Croisades
- Ferroviaires
- Sports
- Disney
- Anarchisme
- Catholicisme

Abréviations / Voir aussi
- (° 1852) = né en 1852
- († 1885) = mort en 1885
- a.s. = calendrier julien
- n.s. = calendrier grégorien
- Calendrier
- Calendrier perpétuel
- Liste de calendriers
- Naissances du jour

Le 29 mai est le 149e jour, moins souvent le 150e, de l'année du calendrier grégorien ; il en reste ensuite 216.
Son équivalent était généralement le 10 prairial du calendrier républicain ou révolutionnaire français, officiellement dénommé jour de la faux (l'outil agricole).

## Événements

### IVesiècle
- 363 : bataille de Ctésiphon en Mésopotamie.

### XIIesiècle
- 1108 : bataille d'Uclès.
- 1176 : la Ligue lombarde défait le Saint-Empire à la bataille de Legnano.

### XIVesiècle
- 1328 : sacre de Philippe VI comme roi de France. Les Capétiens Valois succèdent ainsi aux Capétiens directs. Le Valois, l'Anjou et le Maine sont réunis à la Couronne. Le roi abandonne la Navarre à Jeanne, fille de Louis X le Hutin et femme de Philippe d'Évreux.

### XVesiècle
- 1418 : prise de Paris par les troupes de Jean sans Peur.
- 1453 :
  - chute de Constantinople.
  - Jacques Cœur reconnu coupable de crimes de lèse-majesté.

### XVIIesiècle
- 1660 : restauration de la monarchie en Angleterre. Cet événement donne lieu au « Oak Apple Day (en) », devenu jour férié, en Angleterre.

### XVIIIesiècle
- 1780 : bataille de Waxhaws, pendant la guerre d'indépendance des États-Unis.

### XIXesiècle
- 1807 : déposition du sultan ottoman Sélim III, auquel succède Moustapha IV.
- 1809 : deuxième bataille de Bergisel, lors de la rébellion du Tyrol.
- 1815 : bataille de Cossé, lors de la Chouannerie de 1815.
- 1825 : sacre de Charles X, roi de France depuis 1824.
- 1886 : première publicité pour le Coca-Cola, dans l'Atlanta Journal.
- 1900 : Émile Gentil fonde Fort-Lamy, aujourd'hui N'Djaména.

### XXesiècle
- 1914 : naufrage de l'Empress of Ireland près de Rimouski (Québec), faisant 1 012 morts.
- 1918 : victoire arménienne à la bataille de Sardarapat.
- 1945 : bombardement de Damas par les troupes françaises[1].
- 1948 : résolution no 50 du Conseil de sécurité des Nations unies, sur la question palestinienne.
- 1951 : résolution no 94 du Conseil de sécurité des Nations unies, sur la création de la Cour internationale de justice.
- 1978 : massacre de Panzós (es), au Guatemala, lors duquel des dizaines de civils indigènes sont assassinés par la dictature militaire.
- 1997 : le Zaïre redevient la République Démocratique du Congo.
- 1999 : prise de fonctions du président nigérian Olusegun Obasanjo.

### XXIesiècle
- 2005 : rejet français du traité établissant une Constitution pour l'Europe.
- 2014 : Biélorussie, Kazakhstan et Russie signent le traité fondateur de l'Union eurasiatique.
- 2013 : premier mariage homosexuel en France
- 2015 : début de la bataille de Sourane lors de la guerre civile syrienne.
- 2019 : Egils Levits est élu président de la République de Lettonie[2],[3].
- 2024 :
  - en Afrique du Sud, les élections générales permettent le renouvellement de l'Assemblée nationale et des assemblées des neuf provinces[4].
  - Madagascar organise des élections législatives[5].

## Arts, culture et religion
- 1537 : le pape Paul III publie le bref apostolique Pastorale Officium condamnant l’esclavage dans le catholicisme.
- 1724 : élection du pape Benoît XIII.
- 1913 : création du Sacre du Printemps d'Igor Stravinsky.
- 1931 : le pape Pie XI promulgue l'encyclique Non abbiamo bisogno qui condamne le fascisme italien.
- 1949 : 1re cérémonie des British Academy Film Awards qui récompense les films sortis en 1947 et 1948.

## Sciences et techniques
- 1919 : une éclipse solaire est l'occasion de confirmer la théorie de la relativité générale d'Albert Einstein pour Arthur Eddington.
- 1953 : première ascension connue de l’Everest avec sa redescente par Sir Edmund Hillary et son sherpa Tenzing Norgay le jour des 39 ans ci-après de ce dernier.

## Économie et société
- 1941 : un certain paternalisme de Walt Disney opposé à toute syndicalisation conduit à une grève des studios Disney.
- 1985 : drame du Heysel provoqué par des hooligans anglais à l'occasion de la finale de football Juventus de Turin-Liverpool en Ligue européenne des clubs champions dans le Stade Roi Baudouin à Bruxelles. Malgré les dizaines de morts en majorité italiens dans les tribunes, le match sera tout de même joué pour tenter de commencer à apaiser les tensions avec une "victoire" officielle de la Juve (au moins un but du Français Michel Platini).
- 2013 : célébration à Montpellier du premier mariage français officiel entre deux personnes du même sexe (masculin) douze jours après la promulgation d'une "loi Taubira"[6] et après une première tentative alors hors-la-loi par Noël Mamère en tant que maire officiant en sa mairie de Bègles près de Bordeaux.
- 2018 : quatre personnes dont l'auteur abattu par la police sont tuées dans une attaque à Liège en Belgique[7].
- 2024 : faillite du studio d'animation japonais Gainax.

## Naissances

### XVesiècle
- 1421 : Charles d'Aragon, noble français, prince de Viane et roi de Navarre († 23 septembre 1461).
- 1439 : Pie III, 215e pape († 18 octobre 1503).

### XVIesiècle
- 1594 : Gottfried Heinrich Graf zu Pappenheim, comte de Pappenheim, maréchal du Saint-Empire († 17 novembre 1632).

### XVIIesiècle
- 1627 : Anne-Marie-Louise d'Orléans dite la Grande Mademoiselle, duchesse de Montpensier, princesse royale française († 3 avril 1693).
- 1630 : Charles II, roi d'Angleterre († 6 février 1685).
- 1660 : Sarah Churchill, femme politique anglaise († 18 octobre 1744).
- 1675 : Humphry Ditton, mathématicien anglais († 15 octobre 1715)
- 1695 : Henri Pitot, ingénieur français († 27 décembre 1771).

### XVIIIesiècle
- 1716 : Louis Jean-Marie Daubenton, naturaliste français († 31 décembre 1799).
- 1722 : James FitzGerald, 1er duc de Leinster, noble, soldat et homme politique irlandais († 19 novembre 1773).
- 1730 : Jackson d'Exeter, compositeur et organiste anglais († 5 juillet 1803).
- 1733 : Giovanni Battista Caprara, prélat italien († 21 juin 1810).
- 1736 : Patrick Henry, avocat et homme politique, 1er gouverneur de Virginie († 6 juin 1799).
- 1760 : Louis-Michel Lepeletier de Saint-Fargeau, homme politique français († 20 janvier 1793).
- 1773 : Sophie de Gloucester, princesse de la famille royale britannique († 29 novembre 1844).
- 1780 : Henri Braconnot, pharmacien militaire, botaniste et chimiste français († 15 janvier 1855).
- 1794 : Johann Heinrich von Mädler, astronome allemand († 14 mars 1874).
- 1797 : Louise-Adéone Drölling, peintre française († 20 mars 1834).

### XIXesiècle
- 1801 : Pedro Santana, militaire et homme politique dominicain († 14 juin 1864).
- 1819 : Charles Gilbert-Boucher, magistrat et homme politique français († 6 janvier 1886).
- 1823 : John H. Balsley (en), maître-charpentier et inventeur américain († 12 mars 1895).
- 1826 : Léon-Benoit-Charles Thomas, prélat français († 9 mars 1894).
- 1829 : Fernando Montes de Oca (en), mexicain ayant participé à la bataille de Chapultepec († 13 septembre 1847).
- 1830 : Louise Michel, militante anarchiste française († 9 janvier 1905).
- 1851 : Léon Bourgeois, homme d'État français († 29 septembre 1925).
- 1860 : Isaac Albéniz, pianiste et compositeur catalan († 18 mai 1909).
- 1869 : Émile Bidault, militant anarchiste français († 28 janvier 1938).
- 1871 : Clark Voorhees, peintre américain (° 1933).
- 1873 : Rudolf Tobias, compositeur et organiste estonien († 29 octobre 1918).
- 1874 : Gilbert Keith Chesterton, écrivain britannique († 14 juin 1936).
- 1875 : Jorge Newbery, ingénieur, sportif, fonctionnaire et pionnier de l'aviation argentin († 1er mars 1914).
- 1876 : Andrés Chazarreta, compositeur argentin de musique folklorique († 24 avril 1960).
- 1880 :
  - Juan Alejandro Borchex (es), homme politique argentin († 27 novembre 1939).
  - Oswald Spengler, historien et philosophe allemand († 8 mai 1936).
- 1889 :
  - Max de Crinis, psychiatre et neurologue autrichien ayant exercé pendant le Troisième Reich nazi († 2 mai 1945).
  - Camilo Alonso Vega, militaire espagnol († 1er juillet 1971).
- 1892 : 
  - Amadeo Sabattini, pharmacien, médecin et homme politique argentin († 29 février 1960).
  - Alfonsina Storni, poétesse helvético-argentine († 25 octobre 1938).
  - Nikolaï Plavilchtchikov, entomologiste russe († 7 février 1962).
- 1893 : Max Brand, journaliste et auteur américain († 12 mai 1944).
- 1894 :
  - Beatrice Lillie, actrice canado-anglais († 20 janvier 1989).
  - Josef von Sternberg, réalisateur américain († 22 décembre 1969).
- 1897 : Erich Wolfgang Korngold, compositeur autrichien († 29 novembre 1957).
- 1899 : Douglas Abbott, homme politique et juge canadien († 15 mars 1987).

### XXesiècle
- 1901 : Alfred Thimmesch, résistant français et juste parmi les nations († 8 juillet 1944).
- 1902 : Henri Guillaumet, aviateur français († 27 novembre 1940).
- 1903 : Bob Hope, acteur et humoriste américain († 27 juillet 2003).
- 1904 :
  - Mammad Arif Dadachzade, écrivain azéri († 27 décembre 1975).
  - Grigory Ginzburg, pianiste soviétique († 5 décembre 1961).
  - Hubert Opperman, coureur cycliste australien († 18 avril 1996).
  - Gregg Toland, directeur de la photographie américain († 26 septembre 1948).
- 1905 : Sebastian Shaw, acteur britannique († 23 décembre 1994).
- 1906 :
  - Paul Almásy, photographe hongrois († 23 septembre 2003).
  - Terence Hanbury White, romancier anglais († 17 janvier 1964).
- 1907 : Hartland Molson, homme d’affaires et homme politique québécois († 28 septembre 2002).
- 1908 :
  - Diana Morgan, scénariste et dramaturge britannique († 9 décembre 1996).
  - Pierre-Henri Teitgen, homme politique français († 6 avril 1997).
- 1909 : Dick Stabile, saxophoniste de jazz américain († 18 septembre 1980).
- 1910 : Ralph Metcalfe, athlète et homme politique américain († 10 octobre 1978).
- 1911 :
  - Armida (Armida Vendrell dite), actrice mexicaine († 23 octobre 1989).
  - Rolland Brunelle, prêtre catholique, musicien et pédagogue québécois († 18 juin 2004).
  - Fernando Chueca Goitia (es), architecte espagnol († 30 octobre 2004).
  - Leah Goldberg, femme de lettres prolifique israélienne († 15 janvier 1970).
- 1913 :
  - John Gilling, réalisateur britannique († 22 novembre 1984).
  - Tony Zale, boxeur américain († 20 mars 1997).
- 1914 :
  - Dino Ferrari, peintre italien († 15 septembre 2000).
  - Stacy Keach, Sr. (en), acteur américain († 13 février 2003).
  - Tenzing Norgay, sherpa népalais († 9 mai 1986).
- 1915 : Karl Münchinger, chef d’orchestre allemand († 13 mars 1990).
- 1916 : Carl Story (en), chanteur et musicien américain († 31 mars 1995).
- 1917 :
  - John F. Kennedy, 35e président des États-Unis de 1960 à sa mort assassiné († 22 novembre 1963).
  - Marcel Trudel, historien québécois († 11 janvier 2011).
- 1919 :
  - Jacques Genest, médecin et enseignant universitaire québécois († 5 janvier 2018).
  - Simone Ortega (en), écrivaine espagnole († 2 juillet 2008).
- 1920 :
  - John Harsanyi, économiste hongrois, naturalisé américain, prix Nobel d'économie 1994 († 9 août 2000).
  - Clifton James, acteur américain († 15 avril 2017).
- 1921 : 
  - Norman Hetherington (en), auteur de bande-dessinée et marionnettiste australien († 6 décembre 2010).
  - Karen Hoff, céiste danoise, championne olympique et du monde († 29 février 2000).
- 1922 :
  - Jorge Fernández Maldonado (es), militaire et homme politique péruvien († 10 novembre 2000).
  - Jacques Morel (Jacques Houstraete dit), acteur français († 9 avril 2008).
  - Jean-Pierre Tennevin, professeur de lettres, romancier français d'expression provençale (Félibrige et Cigalo) et peintre († 13 décembre 2023).
  - Joe Weatherly, pilote automobile américain († 19 janvier 1964).
  - Iannis Xenakis, compositeur français († 4 février 2001).
- 1923 : Bernard Clavel, écrivain français († 5 octobre 2010).
- 1925 : 
  - Irmgard Furchner, ancienne secrétaire en camp de concentration accusée en 2021 († 14 janvier 2025).
  - Anthony Grant, homme politique britannique († 9 octobre 2016).
- 1926 :
  - Charles Denner, acteur franco-polonais († 10 septembre 1995).
  - Louis Velle, comédien français († 3 février 2023).
  - Abdoulaye Wade, avocat, homme politique et ancien président sénégalais entre 2000 et 2012.
- 1927 :
  - Jean Coutu, pharmacien et homme d’affaires québécois fondateur du groupe Jean Coutu.
  - Robert Rivard, acteur québécois († 8 octobre 1989).
  - Varkey Vithayathil, prélat indien († 1er avril 2011).
- 1929 :
  - Jean Ferré, historien de l'art et journaliste français († 10 octobre 2006).
  - Peter Higgs, physicien britannique, prix Nobel de physique 2013 († 8 avril 2024).
- 1933 :
  - Abdel Rahman Mounif, économiste, homme politique, journaliste, intellectuel et littérateur critique saoudien († 24 janvier 2004).
  - Helmuth Rilling, chef d'orchestre et de chœur allemand.
- 1934 : 
  - Marina Cicogna, réalisatrice et photographe italienne († 4 novembre 2023).
  - William Vander Zalm, homme politique canadien d'origine néerlandaise.
- 1935 :
  - André Brink, écrivain sud-africain d'expressions afrikaans et anglaise († 6 février 2015).
- 1937 : 
  - Alois Kothgasser, archevêque de Salzbourg († 22 février 2024).
  - Alwin Schockemöhle, cavalier allemand, double champion olympique.
- 1938 :
  - Pierre Rabhi, essayiste, agriculteur bio, romancier, écologiste et poète français († 4 décembre 2021).
  - Fay Vincent, gestionnaire de sport américain, commissaire du baseball majeur († 1er février 2025).
- 1939 : Al Unser, pilote automobile américain († 9 décembre 2021)
- 1942 :
  - Pierre Bourque, homme politique canadien.
  - Kevin Conway, acteur américain († 5 février 2020).
  - Kambiz Derambakhsh, dessinateur et caricaturiste iranien († 6 novembre 2021).
  - Nicole Le Garrec, réalisatrice et cinéaste bretonne et française.
- 1944 :
  - Helmut Berger, acteur autrichien viscontien († 18 mai 2023)
  - Yves Monot, prélat français.
- 1945 :
  - Marie-France Briselance, écrivaine et scénariste française, professeur d'université à Bordeaux III († 20 novembre 2018).
  - Gary Brooker, pianiste et chanteur britannique du groupe Procol Harum († 19 février 2022).
  - Catherine Lara (Catherine Bodet dite), violoniste, chanteuse, compositrice, auteure, arrangeuse et productrice française.
- 1947 :
  - Anthony Geary (en), acteur américain.
  - Donald Haldeman, tireur sportif américain, champion olympique († 22 février 2003).
  - Joey Levine (en), chanteur, compositeur et réalisateur américain des groupes Ohio Express et 1910 Fruitgum Company (en).
- 1948 : Jean Legrez, prélat français.
- 1949 : Francis Rossi, cofondateur, guitariste et chanteur anglais, du groupe de rock Status Quo.
- 1950 : 
  - Lesley Hunt, joueuse de tennis australienne.
  - Rebbie Jackson, chanteuse américaine.
- 1953 :
  - Alexandre Abdoulov, acteur de cinéma et de théâtre soviétique puis russe († 3 janvier 2008).
  - Danny Elfman, compositeur et chanteur américain.
- 1954:
  - John Hencken, nageur américain.
  - Rita de Santis, femme politique canadienne.
  - Jacqueline Todten, athlète allemande.
- 1955 :
  - Frank Baumgartl, athlète est-allemand.
  - Pascal Dusapin, compositeur français.
  - Nohra Puyana de Pastrana, femme politique colombienne.
- 1956 :
  - La Toya Jackson, chanteuse américaine.
  - Filippo Lombardi, journaliste et homme politique suisse.
- 1957 : Ted Levine, acteur américain.
- 1958 :
  - Annette Bening, actrice américaine.
  - Yves Ducharme, homme politique québécois.
  - Mike Stenhouse (en), joueur de baseball américain.
- 1959 :
  - Rupert Everett, acteur britannique.
  - Adrian Paul, acteur britannique.
  - Daniel Xuereb, footballeur français.
- 1960 : Thomas Baumer, spécialiste en sciences culturelles et entrepreneur suisse.
- 1961 : Melissa Etheridge, chanteuse et guitariste américaine.
- 1962 :
  - Eric Davis, joueur de baseball américain.
  - Chloé Sainte-Marie, chanteuse canadienne.
- 1963 :
  - Blaze Bayley, chanteur et parolier de heavy metal.
  - Claude Loiselle, joueur de hockey sur glace canadien.
- 1964 :
  - Fernando Cepeda, matador espagnol.
  - Pascal Donnadieu, entraîneur de basket-ball français.
- 1966 :
  - Bertrand Amoussou, champion de Judo, Jujitsu fighting français, premier président de la commission française de MMA.
  - Jean Van de Velde, golfeur français.
- 1967 :
  - Noel Gallagher, musicien rockeur britannique.
  - Mike Keane, joueur de hockey sur glace canadien.
- 1969 : Raphaël Gaume, entraîneur français de basket-ball.
- 1971 : Éric Lucas, boxeur québécois.
- 1972 : Saroja Sirisena, diplomate srilankaise.
- 1975 :
  - Jason Allison, hockeyeur sur glace canadien.
  - Melanie Brown, chanteuse britannique du groupe Spice Girls.
- 1976 : Cláudio Caçapa, footballeur brésilien.
- 1977 : Massimo Ambrosini, footballeur italien.
- 1978 : Sébastien Grosjean, joueur de tennis français.
- 1979 :
  - Arne Friedrich, footballeur allemand.
  - Ismaïla Sy, basketteur français.
- 1981 : 
  - Andreï Archavine, footballeur russe.
  - Inès Léraud, journaliste et documentariste française.
- 1982 :
  - Anita Briem, actrice islandaise.
  - William Gradit, basketteur français.
  - Elyas M'Barek, acteur allemand.
- 1983 :
  - Jean II Makoun, footballeur camerounais.
  - Yevgenia Polyakova, athlète de sprint russe.
- 1984 :
  - Carmelo Anthony, basketteur américain.
  - Gauthier Grumier, épéiste français.
  - Alysson Paradis, actrice française.
  - Aleksey Tishchenko, boxeur russe, double champion olympique.
- 1985 : Nathan Horton, joueur de hockey sur glace canadien.
- 1987 :
  - Kenny de Schepper, joueur de tennis français.
  - Angell Summers, actrice française.
- 1988 :
  - Tobin Heath, footballeuse américaine.
  - Steve Mason, joueur de hockey sur glace canadien.
- 1990 :
  - Joe Biagini, lanceur de baseball américain.
  - Davit Gharibyan, modèle, acteur, réalisateur et présentateur arménien.
  - Ramil Guliyev, athlète turc.
  - Thibaut Pinot, coureur cycliste français.
  - Trey Thompkins, basketteur américain.
  - Tyler Pill, joueur de baseball américain.
- 1991 :
  - Steven Matz, joueur de baseball américain.
  - Casey Prather, basketteur américain.
- 1992 : Gregg Sulkin, acteur britannique.
- 1993 : Jana Čepelová, joueuse de tennis slovaque.
- 1995 :
  - Brice Loubet, pentathlonien français.
  - Nicolas Pépé, footballeur ivoirien.
- 1997 : Risako Gotō, chanteuse japonaise.
- 1998 : Camille Étienne, militante et porte-parole écologiste française et savoyarde.

## Décès

### XIVesiècle
- 1311 : Jacques II (Jaume II en catalan), roi de Majorque, comte de Roussillon et de Cerdagne, baron d'Aumelas et seigneur de Montpellier de 1276 à sa mort (° 31 mai 1243).

### XVesiècle
- 1500 : Bartolomeu Dias, navigateur portugais (° vers 1450).

### XVIesiècle
- 1518 : Nicolás de Ovando, gouverneur des Indes occidentales espagnoles (° 1460).

### XIXesiècle
- 1814 : Joséphine de Beauharnais, impératrice de France (° 23 juin 1763).
- 1828 : Johann Jakob Hess, théologien protestant suisse (° 21 octobre 1741).
- 1847 : Emmanuel de Grouchy, militaire français (° 23 octobre 1766).
- 1865 : Bernard Pierre Magnan, militaire français (° 7 décembre 1791).
- 1873 : Édouard de Verneuil, paléontologue français (° 13 février 1805).
- 1885 : Paul de Noailles, historien français (° 4 janvier 1802).
- 1886 : Édouard Denis-Dumont, médecin français (° 23 février 1830).
- 1896 : Auguste Daubrée, géologue français (° 25 juin 1814).

### XXesiècle
- 1910 : Mili Balakirev, compositeur russe (° 2 janvier 1837).
- 1911 : William S. Gilbert, dramaturge, librettiste et poète anglais (° 18 novembre 1836).
- 1924 : Paul Cambon, diplomate français (° 20 janvier 1843).
- 1931 :
  - Charles Mutin, facteur d'orgues français (° 7 avril 1861).
  - Michele Schirru anarchiste italo-américain qui tenta d'assassiner Benito Mussolini (° 19 octobre 1899).
- 1935 : Josef Suk, compositeur tchèque (° 4 janvier 1874).
- 1941 : Léo-Pol Morin, pianiste, critique musical, compositeur et professeur de musique québécois (° 13 juillet 1892).
- 1942 : John Barrymore, acteur américain (° 15 février 1882).
- 1951 : Fanny Brice, actrice américaine (° 29 octobre 1891).
- 1952 : Émile Mylo (Eugène Émile Ferdinand Ducrot dit), acteur français (° 6 mai 1889).
- 1954 : Anne O'Hare McCormick, journaliste américaine (° 16 mai 1880).
- 1958 :
  - Pierre Paul Jeanpierre, militaire français (° 14 mars 1912).
  - Juan Ramon Jiménez, poète espagnol, prix Nobel de littérature en 1956 (° 24 décembre 1881).
- 1967 : Georg Wilhelm Pabst, cinéaste allemand (° 25 août 1885).
- 1968 : Jacques Chardonne, écrivain français (° 2 janvier 1884).
- 1971 : Carlos Martínez Baena, acteur et scénariste hispano-mexicain (° 7 mai 1889).
- 1973 : P. Ramlee, acteur, réalisateur et musicien malaisien (° 22 mars 1929).
- 1979 : Mary Pickford, actrice et productrice d’origine canadienne (° 8 avril 1892).
- 1981 : Song Qingling, femme politique chinoise, veuve de Sun Yat-sen (° 27 janvier 1893).
- 1982 : Romy Schneider (Rosemarie Magdalena Albach dite), actrice franco-allemande (° 23 septembre 1938).
- 1987 : Jean Delay, médecin, psychiatre et académicien français (° 14 novembre 1907).
- 1994 : Erich Honecker, homme politique allemand ex-dirigeant de la R.D.A. (° 25 août 1912).
- 1996 :
  - Jean Bénard-Mousseaux, homme politique français (° 2 août 1913).
  - Antonín Mrkos, astronome tchèque (° 27 janvier 1918).
  - Tamara Toumanova, ballerine d’origine russe (° 2 mars 1919).
- 1997 :
  - Jeff Buckley, musicien américain (° 17 novembre 1966).
  - George Fenneman, acteur américain (° 10 novembre 1919).
- 1998 :
  - Barry Goldwater, homme politique américain (° 2 janvier 1909).
  - Philip O'Connor, écrivain et poète surréaliste britannique (° 8 septembre 1916).
- 2000 : Aubrey Richards, acteur britannique (° 6 juin 1920).

### XXIesiècle
- 2002 :
  - Gunnar Jarring, diplomate et turcologue suédois (° 12 octobre 1907).
  - Elémire Zolla, écrivain et philosophe italien (° 9 juillet 1926).
- 2003 : Trevor Ford, footballeur gallois (° 1er octobre 1923).
- 2004 :
  - Archibald Cox, juriste américain (° 17 mai 1912).
  - Sam Dash, juriste et avocat américain (° 27 février 1925).
  - Magne Havnå, boxeur norvégien (° 16 septembre 1963).
  - Jack Rosenthal, scénariste, producteur de cinéma et réalisateur britannique (° 8 septembre 1931).
- 2005 :
  - María de los Ángeles Alvariño González, océanographe espagnole (° 3 octobre 1916).
  - John D'Amico (en), superviseur canadien des officiels dans la LNH (° 21 septembre 1937).
  - Oscar Brown, chanteur, auteur-compositeur, poète et dramaturge américain (° 10 octobre 1926).
  - Gé van Dijk, footballeur néerlandais (° 15 août 1923).
  - Hamilton Naki, laborantin et chirurgien sud-africain (° 26 juin 1926).
  - George Rochberg, compositeur américain (° 5 juillet 1918).
- 2006 : Jacques Bouchard, publicitaire québécois (° 29 août 1930).
- 2007 :
  - Dave Balon, joueur de hockey sur glace canadien (° 2 août 1938).
  - Donald Johanos, chef d'orchestre américain (° 10 février 1928).
- 2008 :
  - Paul Barrière, dirigeant de rugby à XIII français (° 8 juin 1920).
  - Luc Bourdon, joueur de hockey sur glace canadien (° 16 février 1987).
  - Pierre Fougeyrollas, philosophe, sociologue et anthropologue français (° 22 décembre 1922).
  - Harvey Korman, acteur américain (° 15 février 1927).
  - Ricardo Neumann, footballeur argentin (° 12 juillet 1946).
- 2009 :
  - Henry Bassen, hockeyeur sur glace canadien (° 6 décembre 1932).
  - Karine Ruby, snowboardeuse française (° 4 janvier 1978).
- 2010 : Dennis Hopper, homme de cinéma américain (° 17 mai 1936).
- 2011 :
  - Sergueï Bagapch, homme d'État d'Abkhazie (° 4 mars 1949).
  - Michel Boujut, journaliste et écrivain français (° 13 mai 1940).
  - Raymond Boyer, ecclésiastique et archéologue français (° 13 juin 1925).
  - William Clements, homme politique américain (° 17 avril 1917).
  - Joseph Heckel, footballeur français (° 7 juillet 1922).
  - Ferenc Mádl, homme d'État hongrois (° 29 janvier 1931).
  - Bill Roycroft, cavalier de concours complet australien (° 17 mars 1915).
- 2012 :
  - Mohamed Taïeb Naciri, homme d'État marocain (° 14 décembre 1939)
  - Kaneto Shindō, réalisateur, scénariste et producteur de cinéma japonais (° 22 avril 1912).
  - Doc Watson, chanteur, banjoïste, guitariste et compositeur de bluegrass, de musique folk, de musique country, de blues et de gospel américain (° 3 mars 1923).
- 2013 : Henry Morgentaler, médecin gynécologue canadien d’origine polonaise (° 19 mars 1923).
- 2014 :
  - Karlheinz Böhm, acteur autrichien (° 16 mars 1928).
  - Christine Charbonneau, auteure-compositrice-interprète québécoise (° 18 octobre 1943).
- 2015 : Betsy Palmer, actrice américaine (° 1er novembre 1926).
- 2016 :
  - Henryk Kempny, footballeur polonais (° 24 janvier 1934).
  - Svetozar Koljević, auteur, historien, traducteur et professeur serbe (° 9 septembre 1930).
  - Yannick Lontsi, coureur cycliste camerounais (° 5 janvier 1989).
  - Jacky Receveur, footballeur français (° 17 juillet 1949).
  - André Rousselet, haut fonctionnaire, homme politique et chef d'entreprise français, fondateur de Canal + (° 22 octobre 1922).
  - Berrick Saul (en), économiste britannique (° 30 octobre 1924).
- 2019 : Michel Gaudry, contrebassiste de jazz français (° 23 septembre 1928).
- 2020 : Abderrahman el-Youssoufi, homme politique marocain (° 8 mars 1924).
- 2021 : Gavin MacLeod, acteur américain dans "La croisière s'amuse" (le commandant).
- 2022 : Lester Piggott, jockey puis entraîneur anglais de courses hippiques (° 5 novembre 1935).
- 2023 : 
  - Thomas Buergenthal, juge de la Cour internationale de justice, auteur et universitaire américain (° 11 mai 1934).
  - Kamal Chatila, homme politique libanais (° 10 janvier 1944).
  - Michel Côté, acteur canadien (° 25 juin 1950).
  - Pierre Gaudot, coureur cycliste français (° 2 avril 1928).
  - Lluís Llongueras, coiffeur espagnol (° 24 mai 1936).
  - Vítězslav Mácha, lutteur tchécoslovaque puis tchèque (° 6 avril 1948).
- 2024 :
  - Margot Benacerraf, réalisatrice vénézuélienne (° 14 août 1926).
  - John Burnside, écrivain écossais (° 19 mars 1955).
  - Larry Cannon, basketteur américain (° 12 avril 1947).
  - Cayouche, auteur-compositeur-interprète country canadien (° 7 janvier 1949).
  - André Dupré, coureur cycliste français (° 7 mai 1931).
  - Sophie Grimaldi, actrice française (° 14 juin 1934).
  - Larry R. Hicks, juriste américain (° 13 décembre 1943)
  - Henri Nallet, homme politique français (° 6 janvier 1939).
  - Mansour Seck, musicien guitariste sénégalais (° 1955).
  - Claude Torracinta, journaliste suisse (° 11 novembre 1934).
  - Manfred Wolke, boxeur et entraîneur allemand (° 14 janvier 1943).
  - Anastasia Zavorotniouk, actrice russe (° 3 avril 1971).

## Célébrations

### Internationale
- « Journée internationale des Casques bleus »[8] établie par l'Organisation des Nations unies.

### Nationales
- Argentine : día del ejército argentino / « fête de l'armée de terre argentine ».
- États-Unis :
  - Rhode Island : ratification de son admission dans l'Union des États-Unis d'Amérique.
  - Wisconsin : admission dans l'Union des États-Unis d'Amérique.
- Nigeria (Union africaine) : Democracy Day (en) / « fête de la démocratie » commémorant le retour du pays à la démocratie en 1999.
- Royaume-Uni : Oak Apple Day (en) ou royal oak day commémorant la restauration de la monarchie en Grande-Bretagne et alors en Irlande en 1660 ; théoriquement aboli en 1859 mais encore localement marqué notamment aux universités d'Oxford et de Cambridge.

### Religieuses
- Bahaïsme : ascension de Bahá'u'lláh dans le calendrier badí‘.
- Christianisme : l'une des dates, plus vraisemblablement historiques d'ailleurs, même en fin de printemps, un temps envisagées par le clergé chrétien primitif pour célébrer la nativité du Christ à la place du quasi-solstice d'hiver / Noël càd NOuveau solëiL finalement choisi fin décembre ;
- Catholicisme (chrétien toujours) : date possible pour la fête du Sacré-Cœur de dévotion au cœur immaculé de Jésus voire de sa mère Marie, avec solennité célébrée et dédiée dans les basiliques y consacrées, 
  - un vendredi (parfois étendu jusqu'au dimanche suivant comme les dimanches -des jeudis- de l'Ascension ou de la Fête-Dieu, du Saint-Sacrement ou Corpus Christi, au moins sur maints calendriers et agendas de poche et/ou de bureau),
  - entre 29 mai et 2 juillet, 8 jours après cette dernière la Fête-Dieu (un père La Colombière choisit pour fête du Sacré Cœur le vendredi qui suit l'octave de la fête du Corps du Christ), 12 jours après celle de la Trinité, 19 après le dimanche de Pentecôte, 29 après le jeudi de l'Ascension et alors que le mois de juin est consacré audit Sacré-Cœur depuis 1856[9], comme mai l'est à la Vierge Marie :
  - il s'agit du vendredi 24 juin coïncidant avec la saint-Jean (-Baptiste), jusqu'au dimanche 26 éventuellement, en 2022.

### Saints des Églises chrétiennes

#### Saints catholiques et orthodoxes du jour
Référencés ci-après in fine et orthodoxes :
- Conon († 275), martyr ébouillanté d'huile, suspendu à chevalet, les mains écrasées à coups de maillet, à Konya / Iconium en Anatolie (Asie Mineure sur la côte méditerranéenne) avec son fils consort de douze ans[12].
- Exupérance de Ravenne († vers 418 ou 477), évêque de Ravenne en Émilie.
- Gérard de Mâcon († 927 ou 942) ou « Gérard de Brou », évêque de Mâcon puis fondateur du monastère de Brou en Bresse voisine.
- Hésychius d'Antioche († entre 305 et 311), sénateur au palais impérial d'Antioche, martyr noyé dans l'Oronte sous Maximien Galère.
- Maximin de Trèves († 347 ou 352) ou « Maximin II », originaire d'Aquitaine, archevêque de Trèves en Rhénanie.
- Ortaire de Landelles (vers 482 - 580) ou « Ortaire du Dézert », ermite puis abbé de l'abbaye de Landelles dans le Cotentin.
- Sénateur de Milan († vers 480), évêque de Milan ; fêté le 28 mai en Orient[13].
- Sisinnius Martory (« Sisinius Martyrius ») et Alexandre († 397), originaires de Cappadoce, missionnaires dans le Trentin au Tyrol, martyrs par la main des païens.
- Théodosie de Constantinople († 745), vierge, moniale et martyre ; date orientale, fêtée le 18 juillet en Occident[14].
- Théodosie de Tyr († 307 ou 308), vierge et martyre à Césarée de Palestine ; date orientale fêtée le 2 avril en Occident[15].
- Viatre (VIe siècle ou « Viator », moine de l'abbaye de Saint-Mesmin près d'Orléans, ermite à « Tremble vif » en Sologne.

#### Saints et bienheureux catholiques du jour
référencés ci-après :
- Aymard († 1242), bienheureux, inquisiteur, martyr massacré par des albigeois (cathares).
- Bona († 1207), « Bona de Pise » ou « Bonne de Pise », oblate de Saint-Augustin, patronne de la ville de Pise en Toscane.
- Élie de Saint Clément († 1927), « Teodora Fracasso », bienheureuse, religieuse carmélite italienne née et morte à Bari.
- Géraldine de Pise († 1240) ou « Gerardesca », tertiaire de l'ordre des camaldules, recluse en Toscane.
- Guillaume Arnaud († 1242), bienheureux, inquisiteur dominicain, martyr avec dix compagnons à Avignonet-Lauragais près de Toulouse.
- Joachim de Flore (vers 1130 - 1202), bienheureux né en Calabre, abbé fondateur de l'abbaye Saint-Jean-des-Fleurs, créateur de l'Ordre de Flore.
- Joseph Gérard († 1914), bienheureux, prêtre, oblat de Marie Immaculée, missionnaire en Afrique australe.
- Paul VI (1897-1978), pape.
- Raymond Scriptor († 1242), bienheureux, chanoine de Toulouse, inquisiteur, martyr avec dix compagnons ibidem.
- Richard Thirkeld († 1583) ou « Thirkild », bienheureux, prêtre et martyr en Angleterre.
- Ursule Ledóchowska († 1939), religieuse polonaise fondatrice des Ursulines du Cœur de Jésus.

#### Saints orthodoxes?
Outre les saints œcuméniques voire pré-schismatiques ci-avant aux dates parfois "juliennes" / orientales...
- André de Chio († 1465), martyr.
- Jean de Thessalonique († 1802), martyr.
- Jean d'Oustioug († 1494), fol en Christ.

### Prénoms du jour
Bonne fête aux Aymar et Aymard (voire Neymard).
Et aussi aux :
- Bona et ses variantes : Bonne, Bonnie ;
- aux Conon ;
- Géraldine (fête locale, voir st Gérald voire sainte Gérard les 3 octobre) ;
- aux Maximin et sa variante Mesmin ;
- aux Riagad et sa variante également bretonne : Riagat, etc. ;
- aux Théodosie,
- Ursule et ses variantes : Irsillane, Ursilla, Ursula, Ursin, Ursine ? etc.

## Traditions et superstitions

### Dictons
- « À la saint-Gérard, la récolte est encore au hasard ! »[16] (ne pas confondre avec la saint Gérard automnale des 3 octobre)
- « Le jour de saint-Maximin, s'embaume le jasmin. »[17].

### Astrologie
Signe du zodiaque : 8e jour du signe astrologique des Gémeaux.